# Kekec (revija)
Kekec je slovenska otroška literarna revija za učence od 2. do 5. razreda osnovnih šol. Založba Mladika jo izdaja od leta 1991.
V šolskem letu izide 10 rednih številk (format 20, 5 x 26 cm), ki obsegajo po 36 strani. Prvo naslovnico je ilustrirala Maja Šubic. Revija sodeluje z Bralno značko Slovenije. 
Poleg besedil domačih avtorjev vsebuje tudi številne prevedene zgodbe in pesmi. Poleg leposlovja vsebuje poljudoznanstvena besedila, tekste o slovenskem jeziku in književnosti, naravoslovju, kulturi, umetnostni zgodovini, likovnem pouku, glasbi, ljudskem izročilu idr. 
Posebej je šolarjem namenjena rubrika Kekčeva pošta, kamor lahko pošiljajo svoje zgodbe, pesmi, poljudne prispevke in likovna dela. V vsaki številki so objavljeni razni nagradni natečaji, v drugi polovici šolskega leta pa uredništvo že tradicionalno vsako pomlad organizira nagradni natečaj Mladi literati za najboljše otroške zgodbe in pesmi in nagradni natečaj Mali malarji za najbolše likovne prispevke.
Revija je naslednik revije Kurirček, ki je prvič izšla že 1960.

### Ustvarjalci vsebine
Avtorji: Mate Dolenc, Lila Prap, Slavko Pregl, Barbara Gregorič Gorenc, Vinko Möderndorfer, Nina Mazi, Žiga X. Gombač.
Ilustratorji: Zvonko Čoh, Maja Šubic, Matjaž Schmidt, Andreja Peklar, Bori Zupančič, Adriano Janežič, Martina Ljubič, Erika Omerzel Vujić idr.